# مشروعية زنا المحارم
مشروعية زنا المحارم تختلف القوانين المتعلقة بزنا المحارم، أو ما يسمي بسفاح القربى (أي النشاط الجنسي بين أفراد الأسرة أو الأقارب المقربين) كثيرًا بين السلطات القضائية، وتعتمد على نوع النشاط الجنسي، وطبيعة العلاقة الأسرية للأطراف المعنية، بالإضافة إلى عمر وجنس الأطراف المتشاركة. فضلًا عن المحظورات القانونية، وعمومًا، فإن بعض أشكال زنا المحارم، تعتبر على الأقل محرمة اجتماعيًا، أو مستهجنة في معظم الثقافات حول العالم.
قد تتضمن قوانين زنا المحارم قيودًا على الزواج، والتي تختلف أيضًا بين السلطات القضائية. عندما يتعلق الأمر بزنا المحارم بين شخص بالغ وطفل (أقل من سن الرشد أو سن القبول)، فإن ذلك يعد شكلاً من أشكال الاعتداء الجنسي على الأطفال.  

## درجات العلاقة

يتم التعبير عن القوانين المتعلقة بزنا المحارم أحيانًا من حيث درجات العلاقة. فيتم حساب درجة العلاقة عن طريق إضافة عدد الأجيال إلى أقرب جد مشترك لكل فرد. ويمكن تلخيص علاقات القرابة (وليس المصاهرة) على النحو التالي:
| درجة العلاقة | العلاقة                              | متوسط نسبة مشاركة الحمض النووي% |
| ------------ | ------------------------------------ | ------------------------------- |
|              | سلالة متجانسة                        | 99%                             |
| 0            | توأم متطابق، استنساخ                 | 100%                            |
| 1            | الوالد - الذرية                      | 50%                             |
| 1            | أخوة أشقاء                           | 50%                             |
| 2            | شقيق أو أشقاء - أبناء عمومة3/4       | 37.5%                           |
| 2            | الجد - الحفيد                        | 25%                             |
| 2            | اخوة غير أشقاء                       | 25%                             |
| 3            | العم/ العمة/ابن الاخ/ ابن الأخت      | 25%                             |
| 4            | أبناء عمومة مزدوجة                   | 25%                             |
| 3            | الجد الأكبر - الحفيد الأكبر          | 12.5%                           |
| 4            | أبناء عمومة من الدرجة الأولى         | 12.5%                           |
| 6            | أربعة أبناء عمومة من الدرجة الثانية  | 12.5%                           |
| 6            | أبناء عمومة ثلاثية من الدرجة الثانية | 9.38%                           |
| 4            | نصف أبناء العمومة                    | 6.25%                           |
| 5            | تجنيب أبناء العمومة لمرة واحدة       | 6.25%                           |
| 6            | أبناء عمومة مزدوجة                   | 6.25%                           |
| 6            | أبناء عمومة من الدرجة الثانية        | 3.13%                           |
| 8            | أبناء عمومة من الدرجة الثالثة        | 0.78%                           |
| 10           | أبناء عمومة من الدرجة الرابعة        | 0.20%                           |

تتعلق معظم القوانين المتعلقة بدرجة القرابة المحظورة بالعلاقات التي تكون فيها R = 25% أو أكثر، بينما تسمح معظمها بزواج الأفراد الذين لديهم R= 12.5% أو أقل. في 24 ولاية من الولايات المتحدة، يعد زواج الأقارب (الأحفاد) من المحظورات. كما أن معظم القوانين لا تتضمن أي أحكام، بشأن الحالة النادرة التي يتم فيها الزواج بين أبناء العمومة من الدرجة الأولى. وقد تتضمن قوانين زنا المحارم أيضًا حظر الزواج بين الأفراد غير المرتبطين بيولوجيًا، إذا كانت هناك علاقة قانونية وثيقة، مثل التبني، أو العلاقات بالتتابع.

## جدول
| الدولة                      | زنا المحارم بين البالغين المتراضيين                                                                 | العلاقات المحظورة | العقوبات |
| --------------------------- | --------------------------------------------------------------------------------------------------- | --- | --- |
| أفغانستان                   | غير قانوني                                                                                          | - الأجداد، والأحفاد - الأخوة الأشقاء وغير الأشقاء | الموت |
| ألبانيا                     | غير قانوني                                                                                          | | |
| الجزائر                     | غير قانوني                                                                                          | - الأقارب في السلسلة الهابطة أو الصاعدة - الأخوة والأخوات الأشقاء، أو الأقارب، أو الرحم - الشخص وطفل أحد إخوته أو أخواته الأشقاء، أو من أقاربه، أو من أمه، أو من نسله - الأم أو الأب والزوج أو الزوجة والأرامل أو أرملة ولده أو أحد ذريته - زوجة الأب، أو زوج الأم ونسل الزوج الآخر - الأشخاص الذين يكون أحدهم زوجة أو زوج أخ أو أخت | العقوبة هي السجن من عشرة (10) إلى عشرين (20) سنة في الحالتين الأولى والثانية، ومن خمس (5) سنوات إلى عشر (10) سنوات في الحالات الثالثة والرابعة والخامسة ومن سنتين (2) إلى خمس (5) سنوات في الحالة السادسة |
| انغولا                      | قانوني                                                                                              | | |
| أنتيغوا وباربودا            | قانوني                                                                                              | | |
| الأرجنتين                   | قانوني                                                                                              | | |
| أرمينيا                     | غير قانوني                                                                                          | | |
| أستراليا                    | غير قانوني                                                                                          | تختلف حسب الولاية | تختلف حسب الولاية |
| النمسا                      | قانوني (للأزواج من نفس الجنس) / غير قانوني (للأزواج من جنس مختلف)                                   | - الأجداد، والأحفاد - الأخوة الأشقاء وغير الأشقاء | تصل إلى 3 سنوات سجن، أو الغرامة |
| أذربيجان                    | غير قانوني                                                                                          | | |
| جزر البهاما                 | قانوني                                                                                              | | |
| بنغلاديش                    | غير قانوني                                                                                          | - الأجداد، والأحفاد - الأخوة الأشقاء وغير الأشقاء | السجن مدى الحياة |
| بربادوس                     | قانوني                                                                                              | | |
| بيلاروس                     | قانوني                                                                                              | | |
| بلجيكا                      | قانوني                                                                                              | | |
| بليز                        | قانوني                                                                                              | | |
| بنين                        | قانوني                                                                                              | | |
| بوتان                       | قانوني                                                                                              | | |
| بوليفيا                     | قانوني                                                                                              | | |
| البوسنة والهرسك             | غير قانوني                                                                                          | | |
| بوتسوانا                    | قانوني                                                                                              | | |
| البرازيل                    | قانوني                                                                                              | | |
| بروناي                      | غير قانوني                                                                                          | - الأجداد، والأحفاد - الأخوة الأشقاء وغير الأشقاء | الموت |
| بلغاريا                     | غير قانوني                                                                                          | - الوالد، الجد، الطفل، الحفيد - الأخ، الأخت، الأخ غير الشقيق، الأخت غير الشقيقة - عم أو خاله (بالدم) - ابن أخ أو ابنة أخت - ابن العم من الدرجة الأولى - العمة (بالدم)، العم الكبير (بالدم)، حفيدة الأخ، حفيدة الأخت | تصل إلى 7 سنوات سجن |
| بوركينا فاسو                | قانوني                                                                                              | | |
| الرأس الأخضر                | قانوني                                                                                              | | |
| كمبوديا                     | قانوني                                                                                              | | |
| كندا                        | غير قانوني                                                                                          | - الطفل/الوالد، أو الحفيد/الجد - أخوة أشقاء وغير أشقاء | تصل إلى 14 سنة سجن |
| جمهورية إفريقيا الوسطى      | قانوني                                                                                              | | |
| تشيلي                       | غير قانوني                                                                                          | - الأجداد أو الأحفاد من ذوي القرابة - الإخوة من نفس العائلة | السجن من 61 يومًا، إلى 3 سنوات ويوم |
| الصين                       | قانوني                                                                                              | | |
| كولومبيا                    | غير قانوني                                                                                          | - الأجداد والأحفاد بالتبني والأقارب - الأخوة بالتبني والأقارب | السجن من 16 إلى 72 شهرًا |
| كوستاريكا                   | قانوني                                                                                              | | |
| كرواتيا                     | غير قانوني                                                                                          | - الأجداد، والأحفاد - الأخوة الأشقاء وغير الأشقاء | تصل إلى، السجن سنة واحدة |
| كوبا                        | غير قانوني                                                                                          | | |
| جمهورية التشيك              | غير قانوني                                                                                          | - الأجداد والأحفاد - إخوة - مرتبط بالدم أو التبني | تصل إلى، السجن 3 سنوات |
| جمهورية الكونغو الديمقراطية | قانوني                                                                                              | | |
| الدنمارك                    | غير قانوني                                                                                          | - الأجداد، والأحفاد - الأخوة الأشقاء | - تصل إلى، السجن 6 سنوات(سلسلة مباشرة) - تصل إلى السجن 2عام (للأشقاء) |
| دومينيكا                    | قانوني                                                                                              | | |
| جمهورية الدومينيكان         | قانوني                                                                                              | | |
| تيمور الشرقية               | قانوني                                                                                              | | |
| الإكوادور                   | قانوني                                                                                              | | |
| السلفادور                   | قانوني                                                                                              | | |
| ارتريا                      | غير قانوني                                                                                          | - الجد، أو الجدة، أو الوالد، أوالحفيد، أو الطفل - أخ أو أخ غير شقيق، أخت أو أخت غير شقيقة - العلاقات المثلية ممنوعة دائمًا | السجن من سنة إلى 3 سنوات |
| إستونيا                     | غير قانوني                                                                                          | - لجد أو الجدة أو الحفيد أو الوالد أو الطفل | السجن من سنتين إلى 8 سنوات |
| إيسواتيني                   | غير قانوني                                                                                          | النسل أو الأخوة أو الوالد أو الجد | - السجن 25 سنة، إذا كان العمر 14 سنة أو أقل. - السجن 20 سنة إذا كان العمر من 14 إلى 18 سنة - السجن 10 سنوات، وغرامة 50000 يورو، إذا كان العمر 18 سنه فأكثر - السجن 4 سنوات، وغرامة 20000يورو، إذا كان العمر 18 سنة فأكثر مع الرضا. |
| اثيوبيا                     | غير قانوني                                                                                          | - أقارب الدم الذين يحظر القانون الخاص بهم الزواج منهم - العلاقات المثلية ممنوعة دائمًا | السجن من 3 شهور إلى 3 سنوات |
| ولايات ميكرونسيا المتحدة    | قانوني                                                                                              | | |
| فيجي                        | غير قانوني                                                                                          | لمعرفة الجسدية" (الجماع مع) أحد الوالدين أو الجد أو الأخ. | السجن لمدة 20 عامًا. |
| فرنسا                       | قانوني                                                                                              | | |
| الغابون                     | قانوني                                                                                              | | |
| جورجيا                      | غير قانوني                                                                                          | - الأجداد، والأحفاد - الأخوة الأشقاء وغير الأشقاء | تصل إلى سنتين سجن |
| ألمانيا                     | قانوني (للأزواج من نفس الجنس) / غير قانوني (للأزواج من جنس مختلف)                                   | - الأجداد، والأحفاد - الأخوة الأشقاء وغير الأشقاء | تصل إلى، السجن 3 سنوات، أو الغرامة (ليس ثمة عقاب إذا كان كلاهما قاصر) |
| غانا                        | غير قانوني                                                                                          | - الأجداد، والأحفاد - الأخوة الأشقاء وغير الأشقاء | الحكم بالسجن |
| اليونان                     | غير قانوني                                                                                          | - الأجداد والأحفاد - الاخوة الاشقاء وعير الأشقاء - عم أو خاله (بالدم) - ابن أخ أو ابنة أخت | - أكثر من 10 سنوات سجناً للقريب الصاعد، إذا كان القريب الهابط أقل من 15 سنة، والسجن إذا كان عمره 15 سنة ولكن لم يبلغ 18 سنة، وما يصل إلى سنتين سجناً إذا كان عمره 18 سنة فأكثر - تصل العقوبة إلى سنتين سجنًا إذا كان الأخوة أو الأخوة غير الأشقاء أو بالنسبة للقريب المنحدر |
| غرينادا                     | غير قانوني                                                                                          | ابنة/ابن، حفيدة/حفيد، أخت/أخ، خالة/عم (بالدم) أو ابنة/ابن أخ | |
| غواتيمالا                   | قانوني                                                                                              | | |
| غينيا بيساو                 | قانوني                                                                                              | | |
| غيانا                       | قانوني (للأزواج من جنس مختلف) / غير قانوني (للأزواج من نفس الجنس)                                   | | للأزواج من نفس الجنس: - السجن مدي الحياة |
| هايتي                       | قانوني                                                                                              | | |
| هندوراس                     | قانوني                                                                                              | | |
| هونغ كونغ                   | قانوني (للأزواج من نفس الجنس) / غير قانوني (للأزواج من جنس مختلف)                                   | - حفيدة، أو ابنة، أو أخت، أو أم (ذكر) - الجد، الأب، الأخ، أو الابن (انثى) | - السجن مدى الحياة لمن هم دون 23 عامًا - 20 سنة سجن إذا كان عمر المدان من 13 إلى 16 عامًا - 14 سنة سجن في حالات أخرى - يلزم الحصول على موافقة وزير العدل للمقاضاة |
| المجر                       | غير قانوني                                                                                          | - الأجداد والأحفاد - أخوة | - الحبس مدة لا تزيد على ثلاث سنوات (للأقارب من الدرجة المباشرة) - الحبس مدة لا تزيد على سنتين (للأخوة) |
| آيسلندا                     | غير قانوني                                                                                          | - الأجداد، والأحفاد - الأخوة الأشقاء وغير الأشقاء | - تصل العقوبة إلى ثمان سنوات سجنًا للسلسلة الصاعدة - السجن 12 عامًا إذا كان عمر القريب النازل من 15 إلى 17 عامًا - تصل إلى أربع سنوات سجن للأشقاء |
| الهند                       | قانوني                                                                                              | | |
| إندونيسيا                   | غير قانوني                                                                                          | - الأجداد، والأحفاد - الأخوة الأشقاء وغير الأشقاء | ثمان سنوات سجن، ومئة جلدة |
| جمهورية أيرلندا             | قانوني (للأزواج من نفس الجنس) / غير قانوني (للأزواج من جنس مختلف)                                   | - الحفيدة, الابنة, الأم, الأخت أو الاخت غير الشفيفة (ذكر) - الجد, الأب, الابن, الأخ أو الأخ غير الشقيق (انثى) | - تصل إلى 10 سنوات سجن (للذكور والإناث) |
| إيران                       | غير قانوني                                                                                          | - الأجداد، والأحفاد - الأخوة الأشقاء وغير الأشقاء | الموت |
| اسرائيل                     | قانوني (لعمر 21 عامًا فأكثر) / غير قانوني (لعمر أقل من 21 عامًا)                                      | | |
| إيطاليا                     | / قانوني (ما لم يثير فضيحة عامة)                                                                    | | السجن من سنتين إلى 8 سنوات |
| ساحل العاج                  | قانوني                                                                                              | | |
| جامايكا                     | قانوني (للأزواج من جنس مختلف) / غير قانوني (للأزواج من نفس الجنس)                                   | | للأزواج من نفس الجنس - السجن 10 سنوات مع الأشغال الشاقة |
| اليابان                     | قانوني                                                                                              | | |
| كازاخستان                   | غير قانوني                                                                                          | | |
| كينيا                       | غير قانوني                                                                                          | الأفعال "غير اللائقة" أو الأفعال التي تسبب الاختراق مع: - ابنة، حفيدة، أخت، أم، ابنة أخت، عمة أو جدة (إذا كان ذكرًا) - الابن، الأب، الحفيد، الجد، الأخ، ابن الأخ أو العم (إذا كانت أنثى) | السجن مدة لا تقل عن عشر سنوات. |
| كيريباتي                    | غير قانوني                                                                                          | الجماع مع: - حفيدة، ابنة، أخت، أو أم (إذا كان ذكرًا) - الجد, الأب, الأخ أو الابن (إذا كانت أنثى من سن 15 عامًا) | السجن لمدة سبع سنوات. |
| كوسوفو                      | قانوني                                                                                              | | |
| قرغيزستان                   | قانوني                                                                                              | | |
| لاوس                        | غير قانوني                                                                                          | الوالد البيولوجي، الوالد بالتبني، أحد الوالدين بالتبني، الجد، أحد الوالدين بالتبني، الطفل البيولوجي، الطفل المتبنى، الطفل بالتبني، الحفيد أو الشقيق | - الحبس من ستة أشهر إلى خمس سنوات، والغرامة من 500000 إلى 2000000 كيب. - السجن من ثلاثة أشهر إلى عام، والغرامة من 50000 إلى 300000 كيب |
| لاتفيا                      | قانوني                                                                                              | | |
| ليسوتو                      | قانوني                                                                                              | | |
| ليبيريا                     | غير قانوني                                                                                          | - الأجداد، والأحفاد - الأخوة الأشقاء وغير الأشقاء | تصل إلى، السجن 3 سنوات |
| ليختنشتاين                  | غير قانوني                                                                                          | - الأجداد، والأحفاد - الأخوة الأشقاء والأخوة غير الأشقاء | تصل إلى، السجن 3 سنوات أو الغرامة |
| ليتوانيا                    | قانوني                                                                                              | | |
| لوكسمبورغ                   | قانوني (1810–1941 ومنذ 1944/45 (1942–1944/45 غير قانوني (بموجب المادة 173 بقانون العقوبات الألماني) | | |
| ماكاو                       | قانوني                                                                                              | | |
| مدغشقر                      | قانوني                                                                                              | | |
| ماليزيا                     | غير قانوني                                                                                          | - الأقارب النحرمين شرعًا | - السجن من 6 إلى 20 سنة - الجلد |
| مالاوي                      | غير قانوني                                                                                          | "المعرفة الجسدية" (الجماع مع): - الحفيدة, الابنة, الأخت, الأم أو الجدة (إذا كان ذكرًا) - الجد, الأب, الأخ, أو الابن (إذا كانت أنثى من سن 16 عامًا) | السجن لمدة 5 سنوات. |
| مالي                        | قانوني                                                                                              | | |
| جزر مارشال                  | غير قانوني                                                                                          | الزواج أو العيش المشترك أو الاتصال الجنسي مع شخص آخر تربطه به صلة دم أو قرابة وثيقة بحيث يصبح الزواج بين الاثنين المنخرطين في هذا الأمر محظوراً عرفاً. | تم تصنبفها كجناية من الدرجة الثالثة، ويعاقب عليها بغرامة قدرها 5000 دولار، أو السجن لمدة لا تزيد عن خمسة وثلاثين شهرًا. |
| موريشيوس                    | غير قانوني                                                                                          | - الأجداد، والأحفاد - الأخوة الأشقاء وغير الأشقاء | السجن |
| المكسيك                     | غير قانوني                                                                                          | | |
| مولدوفا                     | غير قانوني                                                                                          | الأقارب في السلسلة المباشرة حتي الدرجة الثالثة من القرابة، وكذلك بين الأقارب في السلسلة الجانبية (الأخوة والأخوات) | - السجن لمدة تصل إلى خمس سنوات - لا يخضع للمسؤولية الجنائية إذا كان عمره أقل من 18 سنة، ولا يزيد فارق السن بينهما عن سنتين |
| منغوليا                     | قانوني                                                                                              | | |
| الجبل الأسود                | قانوني                                                                                              | | |
| موزمبيق                     | قانوني                                                                                              | | |
| ميانمار                     | غير قانوني                                                                                          | | |
| ناورو                       | غير قانوني                                                                                          | - الأجداد، والأحفاد - الأخوة الأشقاء وغير الأشقاء | السجن لمدة 10 سنوات, |
| نيبال                       | غير قانوني                                                                                          | - الأجداد والأحفاد - الأقارب الجانبيون حتى الدرجة السابعة | - السجن مدى الحياة لكل من مارس الجنس بين الأم الطبيعية وابنها الطبيعي، أو بين الأب الطبيعي وابنته الطبيعية - السجن من 4 إلى 10 سنوات، وغرامة قدرها من 40000 إلى 100000 روبية، لممارسة الجنس بين: - زوجة الأب وابن الزوج - الأب بالتبني وزوجة الأب - الأخ والأخت من نفس الدم - والد الزوج وزوجة الابن في نفس الفرع - الجد والحفيدة أو حفيدة الابنة في نفس الفرع - الصهر وزوجة شقيق في نفس الفرع - السجن من ثلاث إلى ست سنوات، والغرامة من 30000 إلى 60000 روبية لممارسة الجنس بين: - الجدة وحفيدها أو حفيدها الأكبر ضمن الأجيال الثلاثة من نفس الفرع - الأخ الأكبر للأب أو العم وابنة الأخ في نفس الفرع - العمة بما في ذلك زوجة شقيق الأب، ضمن نفس الفرع - والد الزوج وزوجة ابن الأخ في نفس الفرع - العم أو الخال من جهة الأم وابنة الأخ أو الأخت وابنة الأخت من جهة الأم والخالة من جهة الأم - أخت الأم وابن أخيها أو بين حماتها (من جهة الزوجة) وصهرها - السجن لمدة تتراوح بين سنة وثلاث سنوات، وغرامة تترواج من 10000 إلى 30000 روبية، مع مراعاة " من بين أمور أخرى" الفرع والعلاقة والجيل. لممارسة الجنس بين الاشخاص من الأقارب الجانبيين حتي الدرجة السابعة باستثناء ما هو مذكور في الفقرات، (a)أو (b) أو (c) |
| هولندا                      | قانوني                                                                                              | | |
| نيوزيلندا                   | غير قانوني                                                                                          | - الأجداد، والأحفاد - الأخوة الأشقاء وغير الأشقاء | تصل إلى، السجن 10 سنوات |
| نيكاراغوا                   | قانوني                                                                                              | | |
| النيجر                      | قانوني                                                                                              | | |
| نيجيريا                     | غير قانوني                                                                                          | - الأجداد، والأحفاد - الأخوة الأشقاء وغير الأشقاء | الموت |
| كوريا الشمالية              | غير قانوني                                                                                          | - الأجداد والأحفاد - الأقارب الجانبيون حتى الدرجة الرابعة | الموت |
| مقدونيا الشمالية            | غير قانوني                                                                                          | | |
| قبرص الشمالية               | غير قانوني                                                                                          | - الطفل أو الحفيد أو الشقيق أو الطفل المتبنى أو طفل شقيقه أو شقيقته الذي يقل عمره عن 18 عامًا - الأحفاد، الابن، الأم، الأب، الجد، الجدة، العمة أو العم ، الخال أو الخالة، الذي يزيد عمره عن 18 سنة ويعلم بطبيعة العلاقة الأسرية بينهما - الأخ، الأخ غير الشقيق، الأخ بالتبني، والذي يتراوح عمره من 16 إلى 18 عامًا | - السجن مدى الحياة - صل العقوبة إلى 6 أشهر أو الغرامة |
| النرويج                     | غير قانوني                                                                                          | - الأجداد والأحفاد - الأخوة - العائلة المختلطة - الأحفاد المتبنون | تصل إلى السجن لمدة 6 سنوات |
| باكستان                     | غير قانوني                                                                                          | - الأجداد، والأحفاد - الأخوة الأشقاء وغير الأشقاء | الموت |
| بالاو                       | غير قانوني                                                                                          | - شمن درجات القرابة أو المصهارة التي يحرم الزواج فيها قانونًا أو عرفًا | - السجن لمدة لا تزيد عن 25 عامًا، أو غرامة تصل إلى 50000 دولار، أو السجن والغرامة معًا |
| بنما                        | قانوني                                                                                              | | |
| بارغواي                     | قانوني                                                                                              | | |
| بيرو                        | قانوني                                                                                              | | |
| الفلبين                     | قانوني                                                                                              | | |
| بولندا                      | غير قانوني                                                                                          | - الأجداد والأحفاد - الأطفال المتبنون والأباء - الأخوة الأشقاء وغير الأشقاء | السجن من 3 شهور إلى 5 سنوات |
| البرتغال                    | قانوني                                                                                              | | |
| قطر                         | غير قانوني                                                                                          | - الأجداد، والأحفاد - الأخوة الأشقاء وغير الأشقاء | الموت |
| جمهورية الكونغو             | قانوني                                                                                              | | |
| رومانيا                     | غير قانوني                                                                                          | - الوالد، الجد، الطفل، الحفيد - الأخ، الأخت، الاخ غير الشقيق، الأخت غير الشقيقة - عم أو خاله (بالدم) - ابن أخ أو ابنة أخت - ابن العم من الدرجة الأولى - العمة (بالدم)، العم الكبير (بالدم)، حفيدة وحفيد الأخ | السجن ما بين سنة، وخمس سنوات |
| روسيا                       | قانوني                                                                                              | | |
| ساموا                       | قانوني (لعمر 21 عامًا فأكثر) / غير قانوني (لعمر أقل من 21 عامًا)                                      | - الوالد والطفل، الاشقاء، الأخوة غير الأشقاء، أو الجد والحفيد - الطفل " ويشمل الطفل غير الشرعي" أو الطفل المتبني، والحفيد له معنى مماثل | السجن مدة لا تزيد عن 14 عامًا |
| المملكة العربية السعودية    | غير قانوني                                                                                          | - الأجداد، والأحفاد - الأخوة الأشقاء وغير الأشقاء | الموت |
| سانت كيتس ونيفيس            | قانوني                                                                                              | | |
| سانت لوسيا                  | قانوني (للأزواج من جنس مختلف) / غير قانوني (للأزواج من نفس الجنس)                                   | | للأزواج من نفس الجنس - السجن لمدة 10 سنوات |
| سانت فينسنت والغرينادين     | قانوني (للأزواج من جنس مختلف) / غير قانوني (للأزواج من نفس الجنس)                                   | | للأزواج من نفس الجنس - السجن لمدة 10 سنوات |
| السنغال                     | غير قانوني                                                                                          | - الأجداد، والأحفاد - الأخوة الأشقاء وغير الأشقاء | تصل إلى 3 سنوات سجن |
| صربيا                       | قانوني                                                                                              | | |
| سيشل                        | غير قانوني                                                                                          | - الجد، الأب، الأخ ، الأخ غير الشقيق، الابن أو الحفيد - الجدة، الأم، الأخت، الأخت غير الشقيقة، الابنة أو الحفيدة | السجن لمدة ثلاث سنوات |
| سيراليون                    | غير قانوني                                                                                          | - الأخ، الأخ غير الشقيق، ابن الأخ، الأب، الابن، أو الجد - الأخت، الأخت غير الشقيقة، الأم الجدة، ابنة، أو ابنة الأخت | السجن مدة لا تقل عن خمس سنوات، ولا تزيد عن 15 سنة |
| سنغافورة                    | غير قانوني                                                                                          | - الأجداد والأحفاد - الأخوة الأشقاء وغير الأشقاء - عم (بالدم)، خاله (بالدم)، ابن أخ، ابنة أخت | تصل إلى 10 سنوات سجن |
| سلوفينيا                    | قانوني                                                                                              | | |
| جنوب إفريقيا                | غير قانوني                                                                                          | - الأصول والأحفاد في السلسلة المباشرة - الضمانات، إذا كان أي منهما مرتبطًا بجده المشترك في الدرجة الأولي في النسب | [ 37 ] |
| كوريا الجنوبية              | قانوني                                                                                              | | |
| الصومال                     | غير قانوني                                                                                          | - الأجداد، والأحفاد - الأخوة الأشقاء وغير الأشقاء | الموت |
| جنوب السودان                | غير قانوني                                                                                          | - الاجداد والأحفاد - شقيق أو شقيقة، عم (بالدم)، عمة (بالدم)، ابنة أخ أو ابن أخ - العلاقات المثلية ممنوعة دائمًا | - تصل إلى 7 سنوات سجن - الغرامة |
| إسبانيا                     | قانوني                                                                                              | | |
| سريلانكا                    | غير قانوني                                                                                          | - ينحدر مباشرة من الآخر، الوالد المتبني، الجد المتبني، الطفل المتبنى أو الحفيد المتبنى - أخته من النسب أو من الأب أو بالتبني، ابنة أخيه أو ابنة أخته من النسب أو من الأب أو بالتبني، ذرية أحدهما، ابنة زوجته من أب آخر، أرملة ابنه أو حفيده أو أبيه أو جده - الأخ للأنثى من الأب أو الأم أو بالتبني، وابن أخيها أو أختها من الأب أو الأم أو بالتبني، وفرع أي منهما، وابن زوجها من أم أخرى، وزوج ابنتها أو حفيدتها أو أمها أو جدتها المتوفاة. | - السجن مدة لا تقل عن سبع سنوات ولا تزيد على عشرين سنة وبغرامة لا تقل عن مائة ألف ريال - السجن لمدة قد تصل إلى سنتين (إذا تمت المحاولة) |
| السويد                      | غير قانوني                                                                                          | - اجماع المهبلي غير قانوني بالنسبة للأجداد، ويعاقب عليه بالسجن لمدة تصل إلى سنتين - الجماع المهبلي غير قانوني للأخوة الأشقاء، والسجن لمدة تصل إلى سنة واحدة | |
| سويسرا                      | قانوني (للأزواج من نفس الجنس) / غير قانوني (للأزواج من جنسين مختلفين)                               | - الأجداد، والأحفاد - الأخوة الأشقاء والأخوة غير الأشقاء | تصل إلى ثلاث سنوات سجن، أو الغرامة |
| السودان                     | غير قانوني                                                                                          | - الأجداد أو الأحفاد أو أزواجهم - الأخت أو الأخ أو أبناؤهما أو العمة بالدم، أو العم بالدم - العلاقات المثلية ممنوعة دائمًا | - الموت، إذا كانت العلاقة بين جنسين متشابهين - عقوبة إضافية قد تصل إلى خمس سنوات سجن بخلاف ذلك |
| سورينام                     | قانوني                                                                                              | | |
| سوريا                       | غير فانوني                                                                                          | الأبوان والأبناء، الإخوة والأخت، الأخ غير الشقيق والأخت غير الشقيقة، أو من هم من نفس الفئة من الأصهار | - السجن من سنة إلى ثلاث سنوات - إذا كان لأحد الجناة سلطة شرعية أو فعلية على المجني عليه فلا تقل العقوبة عن سنتين ويحرم الجاني من حق الولاية |
| تايوان                      | غير قانوني                                                                                          | - الأجداد والأحفاد - الأقارب الجانبيون حتى الدرجة الثالثة. | تصل العقوبة إلى خمس سنوات سجنًا، ولكن لا يمكن بدء الملاحقة القضائية دون شكوى من الضحية خلال ستة أشهر من علمه بهوية الجاني . |
| طاجيكستان                   | قانوني                                                                                              | | |
| تنزانيا                     | غير قانوني                                                                                          | - الحفيدة، او الابنة، أو الأم، أو الأخت (ذكر) - الجد، أو الأب، أو الأخ، أو الابن (انثى) - العلاقات المثلية ممنوعة دائمًا | تصل إلى خمس سنوات سجن |
| تايلاند                     | قانوني                                                                                              | | |
| تيمور الشرقية               | قانوني                                                                                              | | |
| توغو                        | غير قانوني                                                                                          | - الأجداد والأحفاد - الأخوة الأشقاء وغير الأشقاء | الحكم بالسجن |
| ترينيداد وتوباغو            | غير قانوني                                                                                          | الوالد، الطفل، الأخ، الأخت، الجد، الحفيد، العم (بالدم)، ابنة الأخ، العمة (بالدم) أو ابن الأخ | السجن مدى الحياة |
| تونس                        | غير قانوني                                                                                          | اغتصاب الأطفال الذي يتم من قبل: - الأخوة والأخوات - ابن أي من إخوته أو أخواته - أي من أحفادهم - والد الزوج أو والد الزوجة أو زوج الأم أو زوجة الأب أو أسرة الزوج - الأشخاص الذين هم أزواج الأخ أو الأخت | السجن لمدة اثني عشر عامًا (ست سنوات في حالة الاعتداء الفاحش، وتضاعف العقوبة إذا كان الجاني أحد أفراد أسرة الضحية أو أحد أقاربها) |
| تركيا                       | قانوني                                                                                              | | |
| تركمانستان                  | غير قانوني                                                                                          | - الأجداد، والأحفاد - الأخوة الأشقاء وغير الأشقاء | الحكم بالسجن |
| أوغندا                      | غير قانوني                                                                                          | - الأجداد، والأحفاد - الأخوة الأشقاء وغير الأشقاء | السجن مدى الحياة |
| أوكرانيا                    | قانوني                                                                                              | | |
| الإمارات العربية المتحدة    | غير قانوني                                                                                          | - الأجداد، والأحفاد - الأخوة الأشقاء وغير الأشقاء | الموت |
| المملكة المتحدة             | غير قانوني                                                                                          | - الوالد، الجد، الطفل، الحفيد - الأخ، الأخت، الأخ غير الشقيق، الأخت غير الشقيقة - عم أو خاله (بالدم) - ابن أخ أو ابنة أخت | - تصل العقوبة لمدة سنتين لممارسة الجنس بين الأقارب البالغين - تصل مدة السجن إلى 14 عامأ لممارسة نشاط جنسي مع أحد أفراد الأسرة من الأطفال |
| الولايات المتحدة            | قانوني (في ولايتين فقط: رود أيلاند، نيوجيرسي) غير قانوني (في الـ48 ولاية الأخرى)                    | تختلف حسب الولايات | تختلف حسب الولاية |
| أوروغواي                    | / قانوني (ما لم يثر فضيحة عامة)                                                                     | | |
| أوزبكستان                   | غير قانوني                                                                                          | - الأجداد، والأحفاد - الأخوة الأشقاء وغير الأشقاء | الحكم بالسجن |
| فانواتو                     | غير قانوني                                                                                          | بداية من سن 16 عامًا للجنسين، تُطبق شروط الجماع بين: الوالد والطفل (بما في ذلك الطفل المتبنى)؛ الأخ والأخت (بما في ذلك غير الشقيق)؛ الجد والحفيد. | السجن لمدة عشر سنوات. |
| فنزويلا                     | / قانوني(إذا لم يثير فضيحة عامة)                                                                    | | |
| فيتنام                      | غير قانوني                                                                                          | - الأجداد، والأحفاد - شقيق أو شقيقة من نفس العائلة | السجن من سنة إلى خمس سنوات |
| زامبيا                      | غير قانوني                                                                                          | - الحفيدة, الأبنة, الأخت, الأم (ذكر) - الجد, الأب, الأخ, الابن (انثى) - العلاقات المثلية ممنوعة على الاطلاق | تصل إلى خمس سنوات سجن |
| زيمبابوي                    | غير قانوني                                                                                          | - الأجداد والأحفاد - الأقارب حتى الدرجة السادسة | السجن لمدة خمس سنوات، أو غرامة قدرها 5000 دولار، أو السجن والغرامة معًا |

## الدول في أفريقيا التي تجرم زنا المحارم

### زيمبابوي
في زيمبابوي، تعد معظم أشكال زنا المحارم غير قانونية، ويُعاقب من يفعل ذلك، إما بغرامة تصل إلى المستوى الرابع عشر، أو أكثر (حوالي 5000 دولار أمريكي)، أو بالسجن لمدة لا تتجاوز خمس سنوات، أو كلتا العقوبتين معًا. ويتم تصنيف زنا المحارم على أنه "ممارسة جنسية ضمن درجة محظورة من العلاقة". والدرجة المحظورة من القرابة هي علاقة الوالد بطفله الطبيعي أو المتبني، أو زوج الأم وطفله غير الشرعي، سواء كان والد الطفل غير الشرعي وزوج أمه متزوجين بموجب قانون الزواج [الفصل 5:11] أو قانون الزواج العرفي [الفصل 5:07]، أو كانا طرفين في زواج عرفي غير مسجل، وسواء كان الطفل قد تجاوز الثامنة عشرة من عمره وقت الزواج أم لا؛ الأخ والأخت، سواء كانا (أشقاء) من دم كامل، أو(غير أشقاء) من نصف دم؛ أو العم وابنة أخيه؛ أو العم الكبير وابنة أخيه؛ أو العمة وابنة أخيها؛ أو العمة الكبيرة وابن أخيها؛ أو الجد وحفيده وأي شخص وابن عمه الأول أو الثاني. في حالات أبناء العمومة من الدرجة الأولى والثانية، ويمكن للشخص المتهم بمثل هذه الجريمة أن يثير دفاعًا مفاده أن العادات أو التقاليد الثقافية أو الدينية للمجتمع الذي ينتمي إليه لا تحظر الزواج بين أبناء العمومة من الدرجة الأولى والثانية؛ أو في حالة الشخص الذي هو عضو في مجتمع يحكمه القانون العرفي، فإن العادات أو التقاليد الثقافية أو الدينية للمجتمع المعين، الذي ينتمي إليه لا تحظر الزواج بين أبناء العمومة من الدرجة الأولى والثانية.

## الدول في الأمريكتين التي تجرم زنا المحارم

### كندا
وفقًا للقانون الفيدرالي الكندي، يُعريف زنا المحارم على أنه إقامة علاقة جنسية مع شقيق (بما في ذلك الأخ أو الأخت من الأب أو الأم)، أو طفل/والد أو حفيد/جد، مما يتطلب معرفة وجود علاقة الدم. كل من يرتكب زنا المحارم يكون مذنبًا بجريمة يعاقب عليها بالسجن لمدة لا تزيد على 14 عامًا، وإذا ما كان الشخص الآخر أقل من 16 عامًا، فإن الحد الأدنى للعقوبة، هو السجن لمدة خمس سنوات. 

### الولايات المتحدة
تختلف القوانين المتعلقة بزنا المحارم في الولايات المتحدة كثيرًا بين السلطات القضائية، فيما يتعلق بتعريف الجريمة والعقوبات على مرتكبيها. تلخص المقالة الخاصة بالقوانين المتعلقة بزنا المحارم في الولايات المتحدة هذه القوانين للولايات الأمريكية الفردية ومنطقة كولومبيا.
في الولايات المتحدة، يوجد في مقاطعة كولومبيا، وكل ولاية ومنطقة مأهولة بالسكان شكل من أشكال حظر زنا المحارم. وفي معظم الولايات، يُعاقب على النشاط الجنسي بين أحد الأجداد المباشرين وأحد أحفاده (الوالد أو الجد مع طفل أو حفيد)، أو الإخوة (الأخ والأخت)، أو العمة وابن الأخ، أو العم وابنة الأخ على أنه زنا محارم. ومع ذلك، تختلف القوانين الفردية على نطاق واسع. فعلى سبيل ألغت ولاية رود آيلاند قانونها الجنائي المتعلق بزنا المحارم،  وأصبحت تجرم فقط زواج المحارم.   " ولاية أوهايو تستهدف فقط الشخصيات الأبوية،  وتعاقب ولاية نيوجيرسي هذا الأمر إما باعتباره اعتداءً جنسيًا مشددًا عندما يكون كلا الطرفين دون سن 16 عامًا، أو باعتباره اعتداءً جنسيًا لمن هم فوق سن 16 عامًا ولكن أقل من 18 عامًا، أو باعتباره "سلوكًا جنسيًا من شأنه أن يضعف أو يفسد أخلاق الطفل" في حالة وجود أحد الوالدين أو شخص بالغ آخر لديه رعاية قانونية لطفل يقل عمره عن 18 عامًا.    العقوبات الأكثر صرامة على سفاح المحارم موجودة في ماساتشوستس وفيرجينيا وتكساس وأوريجون، حيث تعاقب زنا المحارم بالسجن لمدة تصل إلى 20 عامًا، وفي جورجيا حيث تصل عقوبة زنا المحارم إلى 30 عامًا في السجن، وويسكونسن حيث تصل عقوبة زنا المحارم إلى 40 عامًا في السجن، وفي ولايات كولورادو ونيفادا ومونتانا وأيداهو وميشيغان، قد تصل عقوبة زنا المحارم إلى السجن مدى الحياة.
في بعض الولايات، يُحظر ممارسة الجنس بين أبناء العمومة من الدرجة الأولى (وفقًا لما ورد بقانون زواج أبناء العمومة في الولايات المتحدة حسب الولاية لممارسة الجنس بين أبناء العمومة، بالإضافة إلى كون زواج أبناء العمومة محظورًا في بعض الولايات). وتطبق العديد من الدول قوانين زنا المحارم على العلاقات غير المرتبطة بالدم أيضًا، بما في ذلك الآباء غير الأشقاء، والأخوة غير الأشقاء، والأقارب من خلال التبني. 

## الدول في آسيا التي تجرم زنا المحارم

### هونج كونج
في هونغ كونغ، وهي منطقة إدارية خاصة تابعة للصين، من غير القانوني ممارسة الجنس مع بعض الأقارب المقربين، حتى لو كانوا بالغين موافقين. العلاقات المحظورة هي الجد والحفيدة، والأب وابنته، والأخ وأخته، والأم وابنها. وتصل العقوبة في ذلك إلى السجن لمدة تصل إلى 20 عامًا للمجرمين من الذكور وتصل إلى 14 عامًا للمجرمات من الإناث. ولا يشمل القانون ممارسة الجنس مع الأقارب الأكثر بعدًا، مثل العمة والخال والخالة وابنة الأخ وابن الأخت وابن العم. فهو يتناول فقط الجماع بين الذكور والإناث وبين الإناث والذكور، ويبدو أن زنا المحارم بالتراضي بين أفراد من نفس الجنس ليس غير قانوني. ويفترض القانون أن الأنثى التي يقل عمرها عن 16 عامًا، ليس لديها القدرة على الموافقة على الجماع، وبالتالي لا يمكن لأنثى تقل أعمارها عن 16 عامًا ارتكاب زنا المحارم.
في 5 ديسمبر 2019م، نشرت لجنة إصلاح القانون في هونج كونج ("LRC") تقريراً عن مراجعة الجرائم الجنسية الجوهرية، يتضمن التقرير توصيات نهائية لإصلاح الجرائم الجنسية الجوهرية في قانون الجرائم (الفصل 200). وأوصت بأن "يتم إصلاح جريمة زنا المحارم بحيث تصبح محايدة بين الجنسين، وتمتد لتشمل الأعمام (العمات) وأبناء الأخوات (أبناء الأخوات) الذين هم أقارب بالدم، وكذلك الآباء بالتبني". 

### ماليزيا
في ماليزيا، من غير القانوني ممارسة الجنس مع شخص لا يجوز له الزواج منه، بسبب علاقتهما بموجب القانون، أو الدين، أو العرف، أو الاستخدام الذي ينطبق على الشخص. 
وبالإضافة إلى عقوبة الجلد، يواجه الأشخاص المدانون بارتكاب جريمة زنا المحارم عقوبة أدنى قدرها، ست سنوات سجناً، وحد أقصى قدره 20 عاماً سجناً. ,يعد الدفاع ضد التهمة مشروعًا، إذا لم يكن الشخص يعلم أن العلاقة غير مسموح بها، أو إذا تم الجماع دون موافقته. وتعتبر الفتيات دون سن 16عامًا، والأولاد دون سن 13عامًا غير قادرين على إعطاء الموافقة. (سن الرشد لممارسة الجنس في ماليزيا هو 16 عامًا لكلا الجنسين.  )
وعلى الرغم من عدم وضوح على أي من أفراد الأسرة ينطبق قانون زنا المحارم، إلا أن الحكم الذي أصدرته المحكمة العليا في صباح وساراواك في عام 2011م، قدم بعض المؤشرات بشأن المبادئ التوجيهية لإصدار الأحكام. ووصفت المحكمة زنا المحارم بأنه "جريمة شنيعة"، ودرجة القرابة بين الطرفين تحدد "مستوى الاشمئزاز" الذي تترجمه المحكمة إلى حكم مفروض. وقد جاء في الحكم، أن أسوأ ما في هذا النطاق هو زنا المحارم، الذي يرتكبه الأب مع ابنته البيولوجية، أو الأخ مع أخته البيولوجية، وأن هؤلاء الجناة يجب أن يتلقوا أقصى عقوبة. وقالت: إن ارتكاب عم وابنة أخته من جهة أمهما لجريمة زنا المحارم ليس على نفس المستوى، وإذا لم يكن هناك عنف، فإن طول العقوبة يجب أن يعكس ذلك. 
وهناك عقوبات مغلظة لأولئك الذين يرتكبون جريمة زنا المحارم عن طريق الاغتصاب. حيث تُعاقب جريمة اغتصاب المحارم بالسجن مدة لا تقل عن ثماني سنوات، ولا تزيد على ثلاثين سنة. بالإضافة إلى ذلك، يتلقى المحكوم عليهم ما لا يقل عن 10 جلدات. 
ويعتبر القانون الماليزي، أن الاتصال الجنسي مع الأسرة المختلطة أيضًا، يعد من أشكال زنا المحارم. 

### باكستان
يُعرّف القانون الباكستاني زنا المحارم، بأنه الزواج (او الجماع ) بين الذكر وواحد من:
- زوجة، أو زوجة سابقة للأب، والجد، والأجداد الآخرين
- الأم والجدة والأجداد الآخرين
- الابنة والحفيدة والأحفاد
- أخت شقيقة أو غير شقيقة
- أخوات الوالدين وأخوات الأجداد وأخوات الأجداد
- الابنة والحفيدة والنسل الآخر للأخوة والأخوات من الأب أو الأم
- الأخت في الرضاعة
- الأم والجدة والأجداد الإضافيين للزوجة، أو الزوجة السابقة
- ابنة، أو حفيدة الزوجة، أو الزوجة السابقة
- الزوجة، أو الزوجة السابقة للابن الحقيقي، أو الحفيد وأحفاده
- تعدد الزوجات السورورال
- علاقات وثيقة أو علاقات الدم

## الدول في أوروبا التي تجرم زنا المحارم
الدول التي تحظر زنا المحارم تشمل: (تشير جميع المواد إلى قوانين العقوبات) ألبانيا- المادة 106،  سلوفينيا- المادة 195،  سلوفاكيا- المادة 203،  صربيا- المادة 197،  بولندا- المادة 201،  النرويج- المادة 197 و198،  المجر- المادة 199،  بلغاريا- المادة 154،  وقبرص- المادة 147. 
تشمل الدول، التي تسمح بزنا المحارم بالتراضي، إذا كان كلا الطرفين أكبر من 18 عامًا، كل من: بيلاروسيا، وبلجيكا، وإستونيا، ولاتفيا، وليتوانيا، وفرنسا، وروسيا، وإسبانيا، وأوكرانيا والبرتغال.  وتسمح روسيا، وبيلاروسيا أيضًا بزنا المحارم بين المراهقين (أقل من 18 عامًا). في حين تحظر إستونيا، ولاتفيا، وأوكرانيا زنا المحارم، إذا كان أحد الطرفين لديه حضانة للآخر.

### النمسا
في النمسا، يُحظر زنا المحارم بين الأجداد، والأحفاد، وبين الأخوة الأشقاء. ويعاقب عليها بالسجن لمدة تصل إلى ثلاث سنوات. 

### بيلاروسيا
لا يوجد في بيلاروسيا، قانون يجرم زنا المحارم. والمادة 168  من قانون العقوبات تحظر ممارسة الجنس (بما في ذلك ممارسة الجنس مع المحارم) مع أي شخص يقل عمره عن 16 عامًا ( سن الرشد) إذا كان الشخص الأكبر سنًا بالغًا ويزيد عمره عن 18عامًا.

### الجمهورية التشيكية
يحظر القسم 188من القانون الجنائي التشيكي  زنا المحارم بين الأجداد والأحفاد والأشقاء. أقصى عقوبة هي السجن لمدة ثلاث سنوات.

### الدنمارك
في الدنمارك، زنا المحارم، هو ممارسة الجنس بين الأجداد والأحفاد، وبين الأخوة الأشقاء. إن ممارسة الجنس مع أحد الأحفاد، يُعاقب عليها بالسجن لمدة تصل إلى ست سنوات. ويُعاقب على ممارسة الجنس بين الأشقاء بالسجن لمدة تصل إلى عامين. 

### استونيا
في إستونيا، يُعاقب بالسجن لمدة تتراوح بين سنتين، وثماني سنوات، الجماع أو ارتكاب أي فعل آخر ذي طبيعة جنسية من قبل أحد الوالدين أو الشخص الذي يحمل حقوق الوالدين أو الجد مع طفل أو حفيد. 

### فنلندا
في فنلندا، يُعاقب على الأفعال الجنسية بين الأخوة والأخوات الأشقاء (ولكن ليس الأخوة والأخوات غير الأشقاء) أو الأجداد أو الأبناء، بغرامة، أو بالسجن لمدة تصل إلى عامين بتهمة "الفعل الجنسي بين الأقارب المقربين". ومع ذلك، لا يتم فرض أي عقوبة على الشخص الذي كان دون سن 18 عامًا عند قيامه بعمل جنسي مع أحد الوالدين أو الأجداد، أو إذا تم إجبار الشخص أو إقناعه بغير حق بممارسة العمل الجنسي.  ينص قانون الزواج على أن، الزواج بين الأشقاء أو الأخوة غير الأشقاء، أو الأجداد، أو الأبناء محرم. 

### فرنسا وبلجيكا ولوكسمبورج
ألغى قانون العقوبات الفرنسي لعام 1810م، الذي أصدره نابليون الأول، وأصبح القانون الجنائي في العديد من الأراضي التي احتلتها الإمبراطورية الفرنسية الأولى في ذلك الوقت، قوانين زنا المحارم في فرنسا،  وبلجيكا، ولوكسمبورج.
وفي عام 2010م، أعادت فرنسا العمل بالقوانين ضد زنا المحارم من خلال إدخال المادة 222-31-1 من قانون العقوبات. وبداية من 10 فبراير 2010م، إلى 17 سبتمبر 2011م، تم تصنيف الاغتصاب، والاعتداء الجنسي على أنهما زنا محارم، عندما يتم ارتكابهما "داخل الأسرة على قاصر من قبل أحد الأجداد، أو الأخ، أو الأخت، أو أي شخص آخر، بما في ذلك شريك حياة أحد أفراد الأسرة، الذي يتمتع بسلطة قانونية أو فعلية على الضحية." 
وقد طرأت بعد ذلك تغييرات متعددة على تعريف زنا المحارم.
في 16 سبتمبر 2011م، ألغى المجلس الدستوري المادة 222-31-1 من قانون العقوبات، قائلاً: إنه إذا كان من الممكن للمشرع أن يسن توصيفًا جزائيًا خاصًا لتسمبة أفعال زنا المحارم، فإنه لا يستطيع ذلك، دون تجاهل مبدأ مشروعية الجرائم والعقوبات، الامتناع عن تحديد دقيق للأشخاص الذين يجب اعتبارهم، في معنى هذا التصنيف، أعضاء في الأسرة. 
عادت مسألة زنا المحارم مرة أخرى في عام 2016م. وبداية من 16 مارس 2016م، إلى 6 أغسطس 2018م، يُعتبر الاغتصاب والاعتداء الجنسي زنا محارم عندما يتم ارتكابهما على قاصر من قبل:
1. جد.
2. أخ، أخت، عم، عمة، ابن أخ، أو ابنة أخت.
3. الزوج، أو الشريك لأحد الأشخاص المذكورين في (1) و (2)، أو الشريك المرتبط بعقد تضامن مدني مع أحد الأشخاص المذكورين في (1) و (2)، إذا كانت له سلطة قانونية أو فعلية على القاصر. [86]

وفي 6 أغسطس 2018م، تم تغيير عبارة "إذا كان لديه سلطة قانونية، أو فعلية على القاصر" في البند (3) السابق، إلى "إذا كان لديه سلطة قانونية، أو فعلية على الضحية". 

### ألمانيا
في ألمانيا، يتم تعريف زنا المحارم غير القانوني، على أنه الاتصال المهبلي بين الأجداد والأحفاد (الآباء والأجداد وأجداد الأجداد وأطفالهم والأحفاد وأحفاد الأحفاد) وبين الأخوة الأشقاء، وغير الأشقاء (ونتيجة لهذا التعريف، لا يُعاقب على الممارسات الجنسية الأخرى، بما في ذلك الاتصال الجنسي المثلي).  وتتمثل العقوبة في: الغرامة، أو السجن لمدة تصل إلى ثلاث سنوات. لا يُعاقب على زنا المحارم بين الأقارب الذين كانوا قاصرين (أقل من 18 عامًا) وقت ارتكاب الجريمة، ولكنه يظل جريمة، وبالتالي فإن المساعدة، والتحريض على زنا المحارم بين القاصرين المرتبطين يُعاقب عليه.
وفيما يتعلق بالزواج، تنطبق القواعد نفسها، وتحظر الزواج بين الأقارب المذكورين أعلاه، إلا أنها تشمل أيضًا الزواج بين الأشقاء بالتبني. 
إن المسؤولية الجنائية عن زنا المحارم بين البالغين الموافقين، إنما هي مسألة مثيرة للجدل بين المواطنين والسياسيين الألمان. في قضية باتريك ستوبينج، قضت المحكمة الدستورية الفيدرالية في عام 2008م، بأن تجريم زنا المحارم دستوري بأغلبية 7 أصوات مقابل صوت واحد معارض. 
وفي سبتمبر 2014م، أوصت أغلبية أعضاء المجلس الألماني للأخلاقيات، بأن تلغي الحكومة القوانين التي تجرم زنا المحارم بالتراضي بين الأشقاء البالغين، مع عدم التطرق إلى مسألة، إلى أي مدى يمكن إلغاء المسؤولية الجنائية عن زنا المحارم بين الوالدين والأطفال البالغين السن القانوني. وقد أعربت أقلية من تسعة أعضاء في المجلس عن معارضتها لإلغاء المادة 173 من القانون الجنائي  

### اليونان
المادة 345  من قانون العقوبات اليوناني، المعدل بموجب المادة 2، الفقرة 8 من القانون 3625/2007  والمادة 3، الفقرة 10 من القانون 3727/2008  تحظر زنا المحارم بين أقارب من كلتا السلالتين: الصاعدة والهابطة، وبين الإخوة غير الأشقاء، أو الأشقاء، وتفرض (1) على القريب الصاعد (على سبيل المثال الأب، العم، الجد، إلخ): السجن لمدة لا تقل عن 10 سنوات إذا كان القريب النازل أقل من 15 عامًا، والسجن إذا كان عمره 15 عامًا ولكن ليس 18 عامًا، والسجن لمدة أقصاها سنتان، إذا كان عمره 18 عامًا أو أكثر؛ (2) بالنسبة للقريب النازل (على سبيل المثال الطفل، ابن الأخ، إلخ) السجن لمدة أقصاها سنتان؛ (3) بالنسبة للإخوة غير الأشقاء، أو الأشقاء، السجن لمدة أقصاها سنتان. وتنص أيضًا الفقرة الثانية من المادة 345 من قانون العقوبات، على أنه إذا كان الأقرباء والأخوة لأم أو لأب أقل من سن الثامنة عشرة يجوز تبرئتهم من أي تهم.
كما أن المادة 1357  من القانون المدني اليوناني، تحظر زواج أقارب الدم المباشر بشكل كامل، وحتى الدرجة الرابعة من قرابة الدم الثانوي (على سبيل المثال، يمكنك الزواج من ابن عم والدتك/والدك الأول، ولكن ليس ابن عمك الأول)، كما أن زواج الأقارب من خمس أو ست درجات من قرابة الدم يكون بإذن فقط. كما تحظر المادة 1358 من القانون المدني اليوناني أيضًا زواج الأقارب في القانون من حيث الدم المباشر، وحتى الدرجة الثالثة من الدم الثانوي.

### آيسلندا
تحظر المادة 200  من قانون العقوبات الآيسلندي زنا المحارم بين الأقارب من كلتا السلالتين: الصاعدة والهابطة، وبين الإخوة غير الأشقاء أو الأشقاء، وتتمثل العقوبات في: (1) معاقبة القريب الصاعد (على سبيل المثال الأب أو العم أو الجد وما إلى ذلك) بالسجن لمدة أقصاها 12 عامًا، إذا كان القريب الهابط بين 15 و17 عامًا، والسجن لمدة أقصاها ثماني سنوات إذا كان عمره 18 عامًا أو أكثر. (2) معاقبة الأشقاء بالسجن لمدة أقصاها أربع سنوات، وإذا كان الإخوة غير الأشقاء أو الأشقاء أقل من 18 عامًا، فقد يتم تبرئتهم من أي تهمة.

### جمهورية ايرلندا
يعد زنا المحارم غير قانوني في جمهورية أيرلندا، وذلك بموجب قانون معاقبة زنا المحارم لعام 1908م،  والذي يعود تاريخه إلى ما قبل تأسيس الدولة.
لا يجوز للذكر أن يمارس الجنس مع حفيدته، أو أمه، أو ابنته، أو أخته، أو أخته غير الشقيقة؛ كما لا يجوز للأنثى (فوق 16 سنة) أن تمارس الجنس مع جدها، أو والدها، أو ابنها، أو أخيها، أو أخيها غير الشقيق. لا يشير القانون إلى العلاقات الأسرية الأخرى (مثل علاقة الحفيد بالجدة)، أو العلاقات بين نفس الجنس. 
قبل تعديل قانون 1908م، في عام 2019م، كان زنا المحارم يعاقب عليه بالسجن لمدة تصل إلى سبع سنوات بالنسبة للإناث وما يصل إلى السجن مدى الحياة بالنسبة للذكور. عُدل قانون العقوبات (الجرائم الجنسية) لعام 1908م، بقانون عام2019م، لينص التعديل الجديد على عقوبة قصوى بالسجن لمدة 10 سنوات لكل من الذكور والإناث. 
في بعض الأحيان، يتم إيداع المجرمين المدانين بارتكاب جرائم زنا المحارم، داخل مستشفى للأمراض النفسية، من أجل تلقي العلاج النفسي

### إيطاليا
يعد زنا المحارم غير قانوني في إيطاليا، فقط إذا كان يثير فضيحة عامة، وفقًا للمادة 564 من قانون العقوبات ويعاقب عليه بالسجن من سنتين إلى ثماني سنوات، ويجوز أن يزيد ذلك إلى سنوات أكثر للشخص الأكبر سنًا، إذا كان الآخر قاصرًا.  ولكي يكون زنا المحارم "فضيحة عامة" يجب أن يتم ذلك بطريقة صارخة. إن قيام شخص ما بالإبلاغ عن زنا المحارم للسلطات، لا يجعله في حد ذاته فضيحة عامة.

### لاتفيا
لا يُحظر زنا المحارم جنائيًا في لاتفيا، إلا بوصفه جانبًا من الحماية العامة للمراهقين من الاعتداء الجنسي. 

### ليتوانيا
لا ينص القانون الجنائي في ليتوانيا صراحة، على أية عقوبة جنائية لزنا المحارم بين البالغين. ومع ذلك، ينص القانون على أن "الأب، أو الأم، أو الوصي، أو الممثل القانوني الآخر للطفل، أو الشخص الذي يتمتع بسلطات قانونية فيما يتعلق بقاصر، يمارس الجنس أو يشبع رغباته الجنسية مع ذلك القاصر، في غياب خصائص الاغتصاب أو الاعتداء الجنسي أو الإساءة الجنسية، يعاقب بغرامة أو بتقييد الحرية أو بالاعتقال أو بعقوبة الحبس لمدة تصل إلى ست سنوات". وبالتالي، ينص القانون صراحة على عقوبة جنائية لزنا المحارم بين أحد الوالدين والطفل أو للأشخاص من ذوي المكانة المماثلة.

### هولندا
يعد زنا المحارم بالتراضي بين البالغين، قانونيًا في هولندا.  ويحظر الزواج بين الأجداد والأحفاد، أو بين الإخوة، غير أن وزير العدل في البلاد يمكنه منح إعفاء في حالة الإخوة بالتبني. الزواج بين أقارب الدم من الدرجة الثالثة والرابعة ممكن، لكنه يتطلب من كلا الشريكين التوقيع على إعلان موافقة (كتاب القانون المدني الهولندي 1، المادتان 41 و41a  ).

### النرويج
يعد زنا المحارم غير قانوني في النرويج، ويتم تعريفه، بأنه الاتصال الجنسي بين الأجداد والأحفاد (بما في ذلك الأحفاد المتبنين)، والإخوة، وحتى أفراد العائلة الممتدة. ويعاقب عليها بالسجن لمدة تصل إلى ست سنوات. 

### بولندا
في بولندا، يتم تعريف زنا المحارم في المادة 201 من قانون العقوبات  على أنه الجماع مع أحد الأجداد، أو الأحفاد، أو الوصي، أو القاصر، أو الأخ، أو الأخت، ويعاقب عليه بالسجن لمدة لا تقل عن ثلاثة أشهر، ولا تزيد عن خمس سنوات.

### البرتغال
لا يُحظر زنا المحارم بشكل محدد بموجب القانون البرتغالي. 

### رومانيا
يعرف زنا المحارم في قانون العقوبات في رومانيا، بأنه "العلاقات الجنسية بالتراضي بين الأقارب المباشرين، أو بين الأشقاء" ويعاقب عليه بالسجن لمدة تتراوح بين سنة، وخمس سنوات. 

### روسيا
في روسيا، لا يعد النشاط الجنسي (بما في ذلك زنا المحارم) بين الأشخاص الذين تجاوزوا سن الرشد (16عامًا في روسيا) جريمة جنائية.   
ومع ذلك، وبموجب قانون الأسرة في روسيا، لا يجوز الزواج للأشخاص الذين تربطهم صلة قرابة مباشرة، والأشقاء، والإخوة غير الأشقاء، وزوج الأم وطفل الزوج. 

### صربيا
تم إلغاء تجريم زنا المحارم بين البالغين الراغبين في الزواج في صربيا، منذ اعتماد قانون العقوبات لعام 2005م. في حين تحظر المادة 197 من قانون العقوبات، فقط زنا المحارم بين شخص بالغ، وقريب قاصر، أوبين شخص بالغ وأخيه القاصر. وقد أدت التعديلات التي أُدخلت في عام 2009م، إلى زيادة مدة العقوبة، من عقوبة السجن السابقة لمدة ثلاث سنوات، إلى مدة تتراوح بين ستة أشهر حدًا أدنى، وخمس سنوات حدًا أقصى. 

### سلوفينيا
لا يُحظر زنا المحارم في سلوفينيا جنائياً، إلا إذا كان أحد الطرفين قاصراً. ويُعاقب الشخص الذي يمارس علاقات جنسية مع قاصر من أقاربه بالدم، بالسجن لمدة سنتين. 

### إسبانيا
يعتبر زنا المحارم بالتراضي، وضعًا قانونيًا في إسبانيا، حيث لا يوجد قانون ضده. ومع ذلك، يجب أن يكون كلا الطرفين فوق سن الرشد في إسبانيا (16) لممارسة الجنس.  

### السويد
يُحظرزنا المحارم مع أحد الأحفاد أو الأخوة الأشقاء بموجب القانون في السويد.   ولا يتم معاقبة الأنواع الأخرى من النشاط الجنسي، بما في ذلك النشاط بين أفراد من نفس الجنس، مباشرة. ويمكن للإخوة غير الأشقاء ممارسة الجنس، وحتى الزواج، غير أنهم يحتاجون إلى موافقة خاصة من الحكومة.

### سويسرا
تحظر المادة 213 من القانون الجنائي السويسري زنا المحارم. وممارسة الجنس بين الأشقاء أو غيرهم من الأشخاص المرتبطين بالدم، يعاقب عليها بالسجن لمدة تصل إلى ثلاث سنوات. وقد اقترحت الحكومة الفيدرالية إلغاء هذا الحظر في عام 2010م، بحجة أنه في الحالات القليلة، التي أدين فيها أشخاص بارتكاب جريمة زنا المحارم (ثلاث حالات منذ عام 1984م)، ارتُكبت أيضًا جرائم جنسية أخرى مثل الاعتداء الجنسي على الأطفال. 

### أوكرانيا
يبدو أنه لا يوجد قانون يحظر زنا المحارم ولكن هناك قانون يقيده. فالمادة 155 من قانون العقوبات تحظرممارسة الجنس مع أي شخص يقل عمره عن 16 عامًا. وتحظر المادة نفسها أيضًا، ممارسة زنا المحارم مع شخص أقل من 16 عامًا يتمتع أحد الأشخاص بسلطة الحضانة عليه (مثل الأب والابنة القاصر).

### المملكة المتحدة
المملكة المتحدة عبارة عن اتحاد سياسي يضم أربع دول مختلفة، هي ( إنجلترا، وويلز، واسكتلندا، وأيرلندا الشمالية)، وبالتالي، فإن التشريع المتعلق بالجرائم الجنسية في المملكة المتحدة مفوض بشكل قانوني. ومع ذلك، في كل دولة بالمملكة المتحدة، أصدرت الهيئات التشريعية ذات الصلة، تشريعات تحظر زنا المحارم، بغض النظر عن العمر، أو الموافقة المفترضة. 
إنجلترا وويلز
يعد زنا المحارم غير قانوني في إنجلترا وويلز بموجب قانون الجرائم الجنسية لعام 2003م. 
يتم تعريف درجات القرابة المحظورة (وهي ما تشكل زنا المحارم)، على أنها العلاقات التي تنطوي على ارتباط الشخص (أ)، بالشخص (ب) سواء: الوالد، أو الجد، أو الطفل، أو الحفيد، أو الأخ، أو الأخت، أو الأخ غير الشقيق، أو الأخت غير الشقيقة، أو العم، أو العمة، أو ابن الأخ أو ابنة الأخ.
ويشمل القانون أيضًا الآباء المتبنين وأطفالهم بموجب أحكام القانون، مما يعني أن العلاقات الجنسية بين الآباء المتبنين وأطفالهم، لا تزال غير قانونية في إنجلترا، وويلز، حتى بعد وصول أطفالهم إلى سن الرشد، أو تجاوزهم له.
ينص القانون على ضرورة التمييز بين الجرائم الجنسية المرتكبة ضد الأطفال في الأسرة (المواد 25-29)، والجرائم الجنسية، التي تحدث بين الأقارب البالغين (المواد 64-65). الأول منها يحمل عقوبة أعلى من الثاني.  
أيرلندا الشمالية
وفي أيرلندا الشمالية، توجد جرائم مماثلة تتعارض مع قانون الجرائم الجنسية (أيرلندا الشمالية) لعام 2008م. 
اسكتلندا
في اسكتلندا، تعد الجريمة مخالفة للقانون الاسكتلندي الجنائي الموحد لعام 1995م،  والذي حلت أحكامه محل القانون الاسكتلندي لزنا المحارم، والجرائم ذات الصلة لعام 1986م  (على الرغم من أن قانون عام 1986م، لم يتم إلغاؤه فعليًا حتى عام 2010م).  وقبل قانون عام 1986م، كان القانون يعتمد على قانون زنا المحارم لعام 1567م، والذي أدرج في القانون الجنائي الاسكتلندي، الفصل 18 من سفر اللاويين، باستخدام نسخة نص الكتاب المقدس في جنيف لعام 1562م.  في يناير 2016م، قُدِّمت عريضة تطالب بإلغاء تجريم "زنا المحارم بالتراضي بين البالغين" إلى لجنة الالتماسات العامة في البرلمان الاسكتلندي، لكن العريضة لم تتم مناقشتها، ولم يتم إجراء أي تغيير على القانون.  وفي أغسطس 2016م، وديسمبر2017م، قُدِّمت عرائض أخرى إلى لجنة الالتماسات العامة في البرلمان الاسكتلندي بهذا الشان.  

## الدول في أوقيانوسيا التي تجرم زنا المحارم

### أستراليا
في أستراليا، يحظر قانون الزواج الفيدرالي، الزواج بين أحد الأجداد والأحفاد، أو الأشقاء (بما في ذلك الأخوة غير الأشقاء)، بما في ذلك أولئك الذين تم تتبعهم من خلال التبني.  ومع ذلك، بموجب القانون الفيدرالي، فإن السلوك الجنسي بين البالغين الموافقين (18 عامًا أو أكبر) يعد قانونيًا،   والذي ينطبق أيضًا، على أفراد الأسرة المقربين.  لكن ما يشكل زنا المحارم والعقوبات عليه فهي مختلفة.
في جميع الولايات، والأقاليم الأسترالية، باستثناء نيو ساوث ويلز، يعد الاتصال الجنسي بين أحد الأجداد المباشرين، وأحد أحفاده المباشرين شكل من زنا المحارم. في نيو ساوث ويلز، يشمل زنا المحارم "أفراد الأسرة المقربين"، وهم "الوالد، والابن، والابنة، والأخوة (بما في ذلك الأخ غير الشقيق، أو الأخت غير الشقيقة)، والجد، أو الحفيد، كونه أحد أفراد الأسرة منذ الولادة".  وفي كوينزلاند، يشمل زنا المحارم غير القانوني أيضًا الجماع بين العم أو العمة مع ابنة أو ابن أخيهم، على الرغم من أن تطبيقه هنا مرتبط بتأثير قانون الزواج الفيدرالي لعام 1961م، حيث ينص قانون العقوبات في كوينزلاند على، أن جريمة زنا المحارم لا تنطبق على "الأشخاص المتزوجين بشكل قانوني، أو الذين يحق لهم الزواج بشكل قانوني". وبالتالي، فممارسة ابنة الأخ التي تبلغ من العمر 16 عامًا، أو أكثر الجنس مع عمها أو خالتها، أو أن يمارس ابن الأخ الذي يبلغ من العمر 16 عامًا، أو أكثر الجنس مع عمه أو خالته، لا يعد من زنا المحارم (حيث يسمح قانون الزواج بزواج المثليين).
في نيو ساوث ويلز، لا يتم تطبيق زنا المحارم عمومًا، إلا في الحالات التي يكون فيها كلا الطرفين يبلغان من العمر 16 عامًا أو أكثر (سن الرشد في الولاية). وإذا كان عمر المشارك في الحدث بين 10 و16 عامًا، فسيتم عمومًا اتهام المشارك الأكبر سنًا بممارسة الجنس مع طفل يقل عمره عن 16 عامًا، بينما في الحالات التي يكون فيها المشارك أقل من 10 سنوات، فسيتم عمومًا اتهام المشارك الأكبر سنًا بممارسة الجنس مع طفل يقل عمره عن 10 سنوات. وفي الولايات والأقاليم الأخرى، يمكن أن ينشأ زنا المحارم أيضًا، حيث يكون أحد الطرفين دون سن الرشد، ولكن هذا لا يستبعد إمكانية توجيه تهمة أكثر عمومية، وهي ممارسة الجنس مع طفل يقل عمره عن 10 سنوات (نيو ساوث ويلز، والإقليم الشمالي)، أو 12عامًا، أو 13عامًا ( أستراليا الغربية)، أو 14 عامًا ( جنوب أستراليا )، أو 16عامًا أو 17 عامًا ( جنوب أستراليا وتسمانيا) حسب الحالة. وهذا الأمر ذو أهمية خاصة عندما يقع شكل معين من أشكال السلوك الجنسي بين الأشخاص المرتبطين خارج التعريف القانوني لزنا المحارم في سلطة قضائية معينة.
في أي دولة، أو إقليم لا يعد الرضا (أوالموافقة) دفاعًا عن زنا المحارم. تختلف العقوبة القصوى لزنا المحارم، فهي عبارة عن: ثماني سنوات سجن في نيو ساوث ويلز؛  وعشر سنوات سجن في جنوب أستراليا؛ وعشرين عامًا سجن في غرب أستراليا وإقليم العاصمة الأسترالية؛ وخمسة وعشرون عامًا سجن في الإقليم الشمالي، وفيكتوريا، وتسمانيا؛ والسجن مدى الحياة في كوينزلاند.
فيما يتعلق بسجل مرتكبي الجرائم الجنسية، فإن أي شخص مدان بارتكاب جريمة زنا المحارم، ملزم بالتسجيل بوصفه مجرم جنسي، بعد سبعة أيام من إطلاق سراحه من السجن: إدانة واحدة بارتكاب جريمة زنا المحارم، تعني أن الجاني ملزم بالامتثال لالتزامات الإبلاغ (الإخطار وتقديم التقارير) لمدة 15عامًا، في حين أن إدانة واحدة بارتكاب جريمة زنا المحارم، مع جريمة من الدرجة الثانية، أو إدانتين أو أكثر بارتكاب جريمة زنا المحارم، تعني أن الجاني ملزم بالامتثال لالتزامات الإبلاغ لبقية حياته.

### بابوا غينيا الجديدة
يعد زنا المحارم غير قانوني في دولة بابوا غينيا الجديدة. 

### نيوزيلندا
في نيوزيلندا، يعرف زنا المحارم، أنه اتصال جنسي بين أحد الوالدين والطفل (سواء البيولوجي أو المتبنى)، والجد والحفيد (سواء البيولوجي أو المتبنى)، والإخوة الأشقاء وغير الأشقاء.
الدفاع يكون مشروعًا، إذا كان الشخص غير مدرك للعلاقة في وقت الفعل، وهو ما يسمى بــ (زنا المحارم العرضي). إن الإدانة بارتكاب جريمة زنا المحارم تترتب عليها عقوبة قصوى بالسجن لمدة 10 سنوات.  وكان زنا المحارم، هو الجريمة الجنسية الوحيدة، التي يعاقب عليها بالسجن لمدة سبع سنوات، أو أكثر، والتي لم تخضع لقانون "الضربات الثلاث" في البلاد قبل إلغائه في عام 2022م. 
على الرغم من أن السن العام المسموح به للموافقة على النشاط الجنسي في نيوزيلندا، هو 16عامًا، إلا أن أحكامًا منفصلة بموجب القانون، تحظر الاتصال الجنسي مع أطفال الزوج أو الزوجة، وأطفال الأبوة والأمومة، حتى لو كانت أعمارهم تتراوح بين 16 أو 17 عامًا. إن الإدانة بإقامة علاقة جنسية، أو محاولة إقامة علاقة جنسية، مع طفل معال، يُعاقب عليها بالسجن لمدة أقصاها سبع سنوات. 

## روابط خارجية
- هيوز، جراهام. " جريمة سفاح القربى ". مجلة القانون الجنائي وعلم الإجرام ، خريف 1964. المجلد 55، العدد 3 (سبتمبر)، المادة 2، ص.322-331.

- مراجعة سكان العالم: أين يعتبر سفاح القربى قانونيًا؟ البلدان التي يعتبر فيها سفاح القربى قانونيًا 2023

- قوانين وخريطة سفاح القربى في أوروبا شرعية سفاح القربى في جميع أنحاء أوروبا

- رفع الستار عن جريمة سفاح القربى التطور التاريخي للجريمة